# Nereiden (Zoologie)

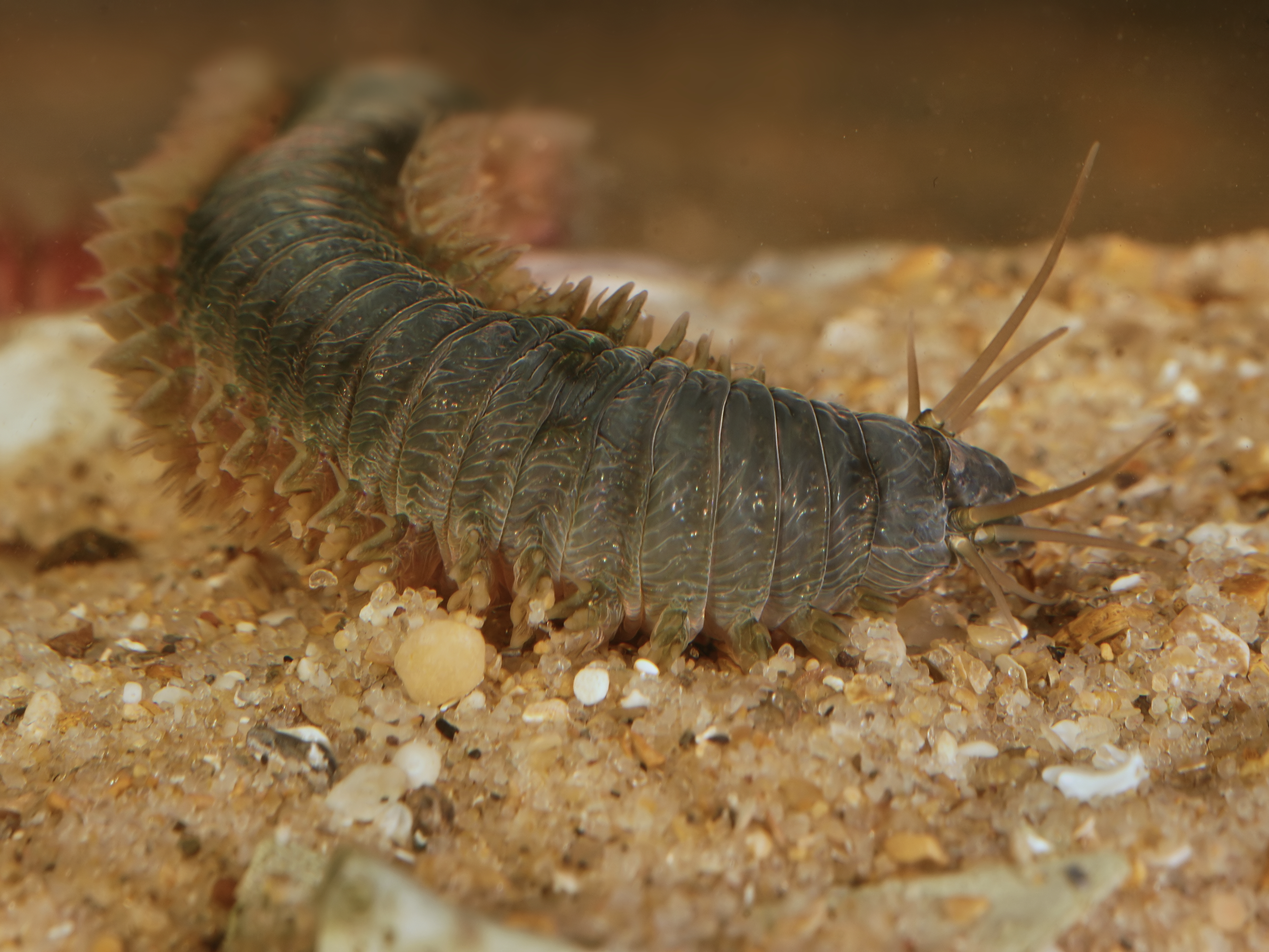
Der Grüne Seeringelwurm Alitta virens wird über einen Meter lang

Nereiden (Nereididae) bezeichnet eine Familie überwiegend aquatisch lebender Ringelwürmer in der Klasse der Vielborster (Polychaeta), innerhalb der sie zur Unterordnung der Nereidiformia gezählt werden.

## Merkmale
Die Länge von Nereiden variiert von wenigen Millimeter (Gattung Micronereis) bis zum über einen Meter langen Alitta virens. Der segmentierte Körper besteht bei adulten Exemplaren aus 15 bis mehreren Hundert Segmenten. Bei lebenden Tieren reicht die Farbe von transparent bis braun oder rot mit einer Vielzahl an weiteren Farb- und Pigmentmustern. Die Augen, sofern vorhanden, sind als zwei Paare ausgebildet.
Am Prostomium (abgerundet bei Micronereis, dreieckig oder rechteckig bei Namanereidinae oder umgekehrt T-förmig), das hinten am breitesten ist, befinden sich zwei anteriore Antennen (selten einzeln oder fehlend) und ventral zwei Palpi. Am mit dem ersten Segment verschmolzenen Peristomium finden sich zwei bis vier Paare von Tentakular-Cirren. Die Tiere haben Nuchalorgane in Form kurzer Wimperrinnen ebenso wie Notopodien und Neuropodien mit jeweils mindestens einem abgeflachten Lappen.
Kennzeichnend für die Nereiden ist ein ausstülpbarer, zweiteiliger Schlund (Pharynx), der mit einem Paar Kiefer und in der Regel mit, oft konischen, Zähnen ausgestattet ist.
Wie die meisten großen Polychaeten besitzen die Nereiden in ihrem geschlossenen Blutgefäßsystem, das aus einem Rückengefäß, einem Bauchgefäß und diese verbindenden, teilweise zu Kapillaren verzweigten Ringgefäßen besteht, zur Bindung des Sauerstoffs als Blutfarbstoff Hämoglobine, die frei im Blut gelöst und nicht an Blutkörperchen gebunden sind. Auf Grund ihrer sehr starken Affinität zu Sauerstoff ermöglichen die Hämoglobine den Nereiden ein Überleben in sauerstoffarmer Umgebung.

## Vorkommen

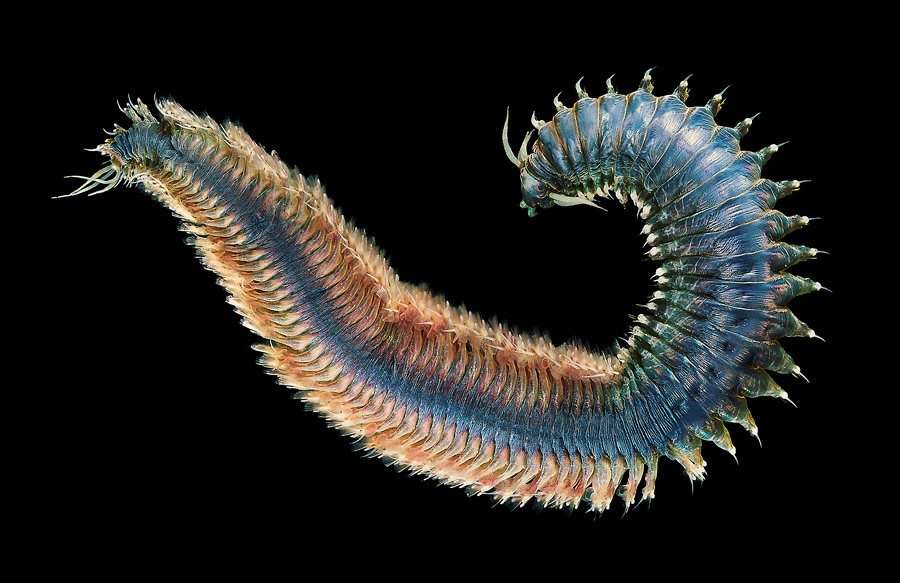
Der Braune Seeringelwurm Nereis pelagica

Nereiden besiedeln alle Substrate der Ozeane. Sie kommen Litoral bis Abyssal, hauptsächlich aber in flachem Wasser vor. Manche Arten, zum Beispiel in der Gattung Hediste, finden sich auch im Brackwasser, die Art Tylorrhynchus heterochaetus ist ein Beispiel für Nereiden die im Süßwasser leben.

## Systematik
Nereididae enthält die Unterfamilien Gymnonereidinae (Banse, 1977), Namanereidinae (Hartman, 1959), Nereididae incertae sedis und Nereidinae (Blainville, 1818) mit 43 Gattungen (Stand März 2023) und über 535 Arten.
Folgende Gattungen und deren ausgewählte Vertreter werden zu den Nereiden gezählt:
- Gattung Alitta

Platynereis dumerilii

  - Grüner Seeringelwurm Alitta virens (M. Sars, 1835)
  - Bernstein-Ringelwurm Alitta succinea, (Leuckart, 1847)

- Gattung Nereis:
- Brauner Seeringelwurm Nereis pelagica Linnaeus, 1758

- Gattung Hediste
  - Schillernder Seeringelwurm Hediste diversicolor (O.F. Müller, 1776)

- Gattung Neanthes
  - Gefärbter Seeringelwurm Neanthes fucata, (Savigny, 1822)

- Gattung Platynereis
  - Platynereis dumerilii, (Audouin & Milne Edwards, 1833)